# باشگاه ورزشی باربر
باشگاه فرهنگی ورزشی فوتبال باربر یک باشگاه فوتبال حرفه‌ای کوراسائویی واقع در شهر شمالی باربر است که در لیگ دسته اول کوراسائو بازی می‌کند.

## افتخارات
- جام آنتیانو: ۸ قهرمانی
- لیگ دسته اول کوراسائو: ۶ قهرمانی